# Campionato centramericano femminile di pallacanestro 1973
Il 2º Campionato dell'America Centrale e Caraibico Femminile di Pallacanestro FIBA (noto anche come FIBA Centrobasket for Women 1973) si è svolto nel 1973 a Veracruz in Messico. Il torneo è stato vinto dalla nazionale messicana. Vista la presenza di sole 4 squadre nazionali, sono state incluse nel torneo anche due squadre di club messicane.
I FIBA Centrobasket sono una manifestazione contesa dalle squadre nazionali di Messico, Centro America e Caraibi, organizzata dalla CONCENCABA (Confederazione America Centrale e Caraibi), nell'ambito della FIBA Americas.

## Squadre partecipanti
- Cuba
- Messico
- Orizaba
- Porto Rico
- Rep. Dominicana
- Veracruz

## Classifica finale
| Pos | Squadra | V-P |
| --- | --- | --- |
|     | Messico | 5-0 |
|     | Cuba | 4-1 |
|     | Porto Rico | 2-3 |
| 4   | Rep. DominicanaAstacio, Bello, Copplind, Desangles, Espinal, Hernández, Núñez, Paulino, Reyes, Santana, Uribe, All. Mayobanex Mueses | 2-3 |
| 5   | Orizaba | 1-4 |
| 6   | Veracruz | 1-4 |